# Judo-Europameisterschaften 2002
Die Judo-Europameisterschaften 2002 fanden vom 16. bis zum 18. Mai in Maribor statt. Es waren die bis heute einzigen Judo-Europameisterschaften in Slowenien. Die Judoka aus dem Gastgeberland gewannen zwei Bronzemedaillen.
Céline Lebrun gewann im Halbschwergewicht ihren vierten Titel in Folge. Ebenfalls den vierten Titel in Folge erkämpfte Katja Gerber, allerdings in zwei Gewichtsklassen. Tamerlan Tmenow im Schwergewicht und Frédérique Jossinet im Superleichtgewicht gewannen ihren zweiten Titel in Folge und Sandra Köppen siegte im Schwergewicht nach ihrem Vorjahressieg in der offenen Klasse.

## Ergebnisse

### Männer
| Gewichtsklasse                 | Gold                 | Silber              | Bronze                                  |
| ------------------------------ | -------------------- | ------------------- | --------------------------------------- |
| Superleichtgewicht (bis 60 kg) | Yacine Douma         | Elçin İsmayılov     | Nestor Chergiani Jewgeni Stanew         |
| Halbleichtgewicht (bis 66 kg)  | Miklós Ungvári       | Jozef Krnáč         | Mussa Nastujew Islam Mazijew            |
| Leichtgewicht (bis 73 kg)      | Anatol Larukou       | Dawit Kewchischwili | Giuseppe Maddaloni Vsevolods Zeļonijs   |
| Halbmittelgewicht (bis 81 kg)  | Iraklı Uznadze       | Aleksei Budõlin     | Robert Krawczyk Roberto Meloni          |
| Mittelgewicht (bis 90 kg)      | Walentyn Hrekow      | Sergej Kucharenko   | Mark Huizinga Surab Swiadauri           |
| Halbschwergewicht (bis 100 kg) | Elco van der Geest   | Martin Padar        | Antal Kovács Ihar Makarau               |
| Schwergewicht (über 100 kg)    | Tamerlan Tmenow      | Pedro Soares        | Dennis van der Geest Janusz Wojnarowicz |
| Offene Klasse                  | Dennis van der Geest | Alexander Michailin | Ruslan Scharapow Pedro Soares           |

### Frauen
| Gewichtsklasse                 | Gold                | Silber               | Bronze                                |
| ------------------------------ | ------------------- | -------------------- | ------------------------------------- |
| Superleichtgewicht (bis 48 kg) | Frédérique Jossinet | Tatjana Moskwina     | Laura Moise-Moricz Giuseppina Macri   |
| Halbleichtgewicht (bis 52 kg)  | Georgina Singleton  | Ana Carrascosa       | Alina Alexandra Dumitru Petra Nareks  |
| Leichtgewicht (bis 57 kg)      | Cinzia Cavazzuti    | Yvonne Bönisch       | Isabel Fernández Deborah Gravenstijn  |
| Halbmittelgewicht (bis 63 kg)  | Lucie Décosse       | Karen Roberts        | Claudia Heill Gella Vandecaveye       |
| Mittelgewicht (bis 70 kg)      | Adriana Dadci       | Edith Bosch          | Amina Abdellatif Rasa Sraka           |
| Halbschwergewicht (bis 78 kg)  | Céline Lebrun       | Lucia Morico         | Claudia Zwiers Anastassija Matrossowa |
| Schwergewicht (über 78 kg)     | Sandra Köppen       | Anne-Sophie Mondière | Barbara Andolina Françoise Harteveld  |
| Offene Klasse                  | Katja Gerber        | Tea Dongusaschwili   | Barbara Andolina Eva Bisseni          |

## Medaillenspiegel
| Rang | Land                   | Gold | Silber | Bronze | Gesamt |
| ---- | ---------------------- | ---- | ------ | ------ | ------ |
| 1    | Frankreich             | 4    | 1      | 2      | 7      |
| 2    | Niederlande            | 2    | 1      | 5      | 8      |
| 3    | Deutschland            | 2    | 1      | –      | 3      |
| 4    | Belarus                | 1    | 2      | 2      | 5      |
| 4    | Russland               | 1    | 2      | 2      | 5      |
| 6    | Italien                | 1    | 1      | 5      | 7      |
| 7    | Vereinigtes Königreich | 1    | 1      | –      | 2      |
| 8    | Polen                  | 1    | –      | 2      | 3      |
| 8    | Ukraine                | 1    | –      | 2      | 3      |
| 10   | Ungarn                 | 1    | –      | 1      | 2      |
| 11   | Türkei                 | 1    | –      | –      | 1      |
| 12   | Estland                | –    | 2      | –      | 2      |
| 13   | Georgien               | –    | 1      | 2      | 3      |
| 14   | Portugal               | –    | 1      | 1      | 2      |
| 14   | Spanien                | –    | 1      | 1      | 2      |
| 16   | Aserbaidschan          | –    | 1      | –      | 1      |
| 16   | Slowakei               | –    | 1      | –      | 1      |
| 18   | Rumänien               | –    | -      | 2      | 2      |
| 18   | Slowenien              | –    | -      | 2      | 2      |
| 20   | Belgien                | –    | -      | 1      | 1      |
| 20   | Lettland               | –    | -      | 1      | 1      |
| 20   | Österreich             | –    | -      | 1      | 1      |
|      | Total                  | 16   | 16     | 32     | 64     |